# Diamond Joe Quimby
Joseph "Joe" Fitzpatrick Fitzgerald Fitzhenry Quimby, Jr., også kendt som "Diamond Joe Quimby", eller bare Quimby er en fiktiv karakter i tv-serien The Simpsons.
Quimby er en korrupt politiker og borgmester i den fiktive by Springfield. Han er glad for kvinder og ses tit sammen med diverse bimbo-typer.